# Bohmstedt
Bohmstedt (Bomsted en danois, Bååmst en frison septentrional) est une commune d'Allemagne, située dans le land du Schleswig-Holstein et l'arrondissement de Frise-du-Nord.